# Fornícula amb Verge (Santa Coloma de Farners)
La Fornícula amb Verge és una obra barroca de Santa Coloma de Farners (Selva) inclosa a l'Inventari del Patrimoni Arquitectònic de Catalunya.

## Descripció
Es tracta d'una fornícula encastada dins la paret d'un edifici del carrer Verge Maria, amb una estàtua a dins. Situada a l'altura del primer pis, prop del balcó. El buit dins el mur està protegit per una porteta amb arc de mig punt i un vidre al davant. A la part inferior hi ha una barana de ferro amb la inscripció de la data de 1846. A l'interior s'aprecia el mur en forma semicircular i decorat amb motllures al sostre. Al centre hi ha l'escultura d'una verge, amb les mans unides, mantell blau i túnica blanca, porta també un nimbe daurat. Es tracta de la Immaculada Concepció.

## Història
El fenomen de les capelletes de veïnat es comença a donar cap al segle xiv, quan la devoció religiosa es manifesta de manera externa i de forma col·lectiva. Aquest tipus de capelletes col·locades a les façanes dels edificis mantenen al llarg del temps un tipus de veneració que arriba a configurar el nom de molts carrers i la celebració d'actes religiosos.